# GPIO
GPIO（英語：General-purpose input/output），通用型之輸入輸出的簡稱，功能類似8051的P0—P3，其接腳可以供使用者由程式控制自由使用，PIN腳依現實考量可作為通用輸入（GPI）或通用輸出（GPO）或通用輸入與輸出（GPIO），如當clk generator, chip select等。
既然一個引腳可以用於輸入、輸出或其他特殊功能，那麼一定有暫存器用來選擇這些功能。對於輸入，一定可以透過讀取某個暫存器來確定引腳電位的高低；對於輸出，一定可以透過寫入某個暫存器來讓這個引腳輸出高電位或者低電位；對於其他特殊功能，則有另外的暫存器來控制它們。